# Antonio Raymondi (tỉnh)
Tỉnh Antonio Raymondi (tiếng Tây Ban Nha: Provincia de Antonio Raymondi) là một tỉnh thuộc vùng Ancash của Peru. Tỉnh Antonio Raymondi có diện tích 562 km², dân số thời điểm theo điều tra dân số ngày 11 tháng 7 năm 1993 là 18912 người. Tỉnh lỵ đóng ở Llamellín.